# Route Adélie de Vitré 2022
La Route Adélie de Vitré 2022, ventiseiesima edizione della corsa, valevole come evento dell'UCI Europe Tour 2022 categoria 1.1 e come sesta prova della Coppa di Francia, si è svolta il 1º aprile 2022 su un percorso di 176,7 km, con partenza e arrivo a Vitré, in Francia. La vittoria fu appannaggio del francese Axel Zingle, il quale completò il percorso in 4h26'38", alla media di 39,762 km/h, precedendo i connazionali Dorian Godon e Valentin Ferron.
Sul traguardo di Vitré 98 ciclisti, su 118 partiti dalla medesima località, portarono a termine la competizione.

## Squadre e corridori partecipanti
| N.    | Cod. | Squadra                   |
| ----- | ---- | ------------------------- |
| 1-7   | HPM  | Human Powered Health      |
| 11-17 | GFC  | Groupama-FDJ              |
| 21-27 | ACT  | AG2R Citroën Team         |
| 31-37 | COF  | Cofidis                   |
| 41-47 | IWG  | Intermarché-Wanty-Gobert  |
| 51-57 | ARK  | Team Arkéa-Samsic         |
| 62-67 | TEN  | TotalEnergies             |
| 71-77 | BWB  | Bingoal Pauwels Sauces WB |
| 81-87 | BBK  | B&B Hotels-KTM            |
| 91-97 | UXT  | Uno-X Pro Cycling Team    |

| N.      | Cod. | Squadra                          |
| ------- | ---- | -------------------------------- |
| 101-107 | DRA  | Drone Hopper-Androni Giocattoli  |
| 111-117 | BBH  | Burgos-BH                        |
| 121-127 | FOR  | Euskaltel-Euskadi                |
| 131-135 | EFD  | EF Education-NIPPO Dev. Team     |
| 141-146 | AUB  | St Michel-Auber 93               |
| 151-157 | GRL  | Go Sport-Roubaix Lille Métropole |
| 161-167 | UNA  | Team U Nantes Atlantique         |
| 171-177 | NMC  | Nice Métropole Côte d'Azur       |
| 181-186 | LKH  | Team Lotto-Kern Haus             |

## Ordine d'arrivo (Top 10)
| Pos. | Corridore        | Squadra       | Tempo    |
| ---- | ---------------- | ------------- | -------- |
| 1    | Axel Zingle      | Cofidis       | 4h26'38" |
| 2    | Dorian Godon     | AG2R          | s.t.     |
| 3    | Valentin Ferron  | TotalEnergies | s.t.     |
| 4    | Kévin Vauquelin  | Arkéa         | s.t.     |
| 5    | Anthony Perez    | Cofidis       | a 7"     |
| 6    | Emmanuel Morin   | U Nantes      | s.t.     |
| 7    | Joshua Huppertz  | Kern Haus     | s.t.     |
| 8    | Lilian Calmejane | AG2R          | s.t.     |
| 9    | Quinten Hermans  | Intermarché   | s.t.     |
| 10   | Ángel Fuentes    | Burgos        | s.t.     |